# Каваґуті (Ніїґата)
37°32′ пн. ш. 138°43′ сх. д. / 37.533° пн. ш. 138.717° сх. д.
Каваґу́ті (яп. 川口町, かわぐちまち, МФА: [kawagut͡ɕi mat͡ɕi̥]) — містечко в Японії, у центральній частині префектури Ніїґата. 31 березня 2010 року увійшло до складу міста Наґаока.